# 黒姫野尻湖パーキングエリア
黒姫野尻湖パーキングエリア（くろひめのじりこパーキングエリア）は、長野県上水内郡信濃町にある上信越自動車道のパーキングエリアである。

## 施設

### 上り線（長野・藤岡方面）
- 駐車場
  - 大型8台
  - 小型11台
- トイレ
  - 男性 大3（和式0・洋式3）・小5
  - 女性 7（和式1・洋式6）
    - 同伴の男児用 1

  - 車椅子用 1
- 自動販売機

### 下り線（上越方面）
- 駐車場
  - 大型8台
  - 小型11台
- トイレ
  - 男性 大3（和式0・洋式3）・小5
  - 女性 7（和式1・洋式6）
    - 同伴の男児用 1

  - 車椅子用 1
- 自動販売機

## 隣
E18 上信越自動車道
(16)豊田飯山IC - 黒姫野尻湖PA - (17)信濃町IC